# Хлориды кремния
Кремния хлориды (хлорсиланы) — бесцветные соединения с резким запахом. Химическая формула — SiXCl4-n где Х — Н, Вr, I, F, n=0,1,2,3. Так же известны гомоцепные — SinCl2n+2 и циклические — SinCl2n хлорполисиланы, оксохлориды Si (хлорсилоксаны) общей формулы SinOn-1Cl2n+2, имеющие линейные или разветвленные молекулы, или формулы (SinОnСl2n)x, имеющие циклическую структуру.

## Свойства
Кремния хлориды хорошо растворимы в органических растворителях. Водой в большинстве случаев гидролизуются с образованием геля SiO2 и НСl. Реакции со спиртами, фенолами и аминами приводят к соответствующим алкокси-, арокси- и аминопроизводным.
| Соединение | tпл., °C | tкип., °C | Плотность, г/см³ | {\displaystyle n_{D}^{20}} |
| SiCl4      | -70      | 57,5      | 1,481 (20 °C)    | 1,4130                     |
| SiHCl3     | -128,2   | 31,5      | 1,3417 (20 °C)   | 1,4020                     |
| SiH2Cl2    | -122     | 8,3       | 1,42 (-122 °C)   | —                          |
| SiH3Cl     | -118,1   | -30,4     | 1,145(-113 °C)   | —                          |
| Si2Cl6     | -1       | 144,5     | 1,5624 (15 °C)   | 1,4701                     |
| Si3Cl8     | -67      | 215       | 1,61 (15 °C)     | 1,5135 (14,5 °C)           |
| Si2OCl6    | -35      | 137       | —                | —                          |
| Si3O2Cl8   | -47      | 184       | —                | 1,4585                     |
| Si4O4Cl8   | 77       | 202       | —                | —                          |

## Опасность
Кремния хлориды раздражают верхние дыхательные пути и слизистые оболочки в результате выделения НСl. Вещества, содержащие группы SiH, с воздухом образуют взрывоопасные смеси.